# Patrick megye
Patrick megye az Amerikai Egyesült Államokban, azon belül Virginia államban található. Megyeszékhelye és legnagyobb városa Stuart. Lakosainak száma 17 608 fő (2020. április 1.). Patrick megye Carroll, Franklin, Henry, Stokes, Floyd és Surry megyékkel határos.

## Népesség
A megye népességének változása:
| Lakosok száma | 18 476 | 18 377 | 18 441 | 18 368 | 18 045 | 17 608 |
|               | 2010   | 2011   | 2012   | 2013   | 2015   | 2020   |